# Bijlsma Trader 9000
Der Bijlsma Trader 9000 ist ein Frachtschiffstyp der niederländischen Werft Scheepswerf Bijlsma Lemmer.

## Geschichte

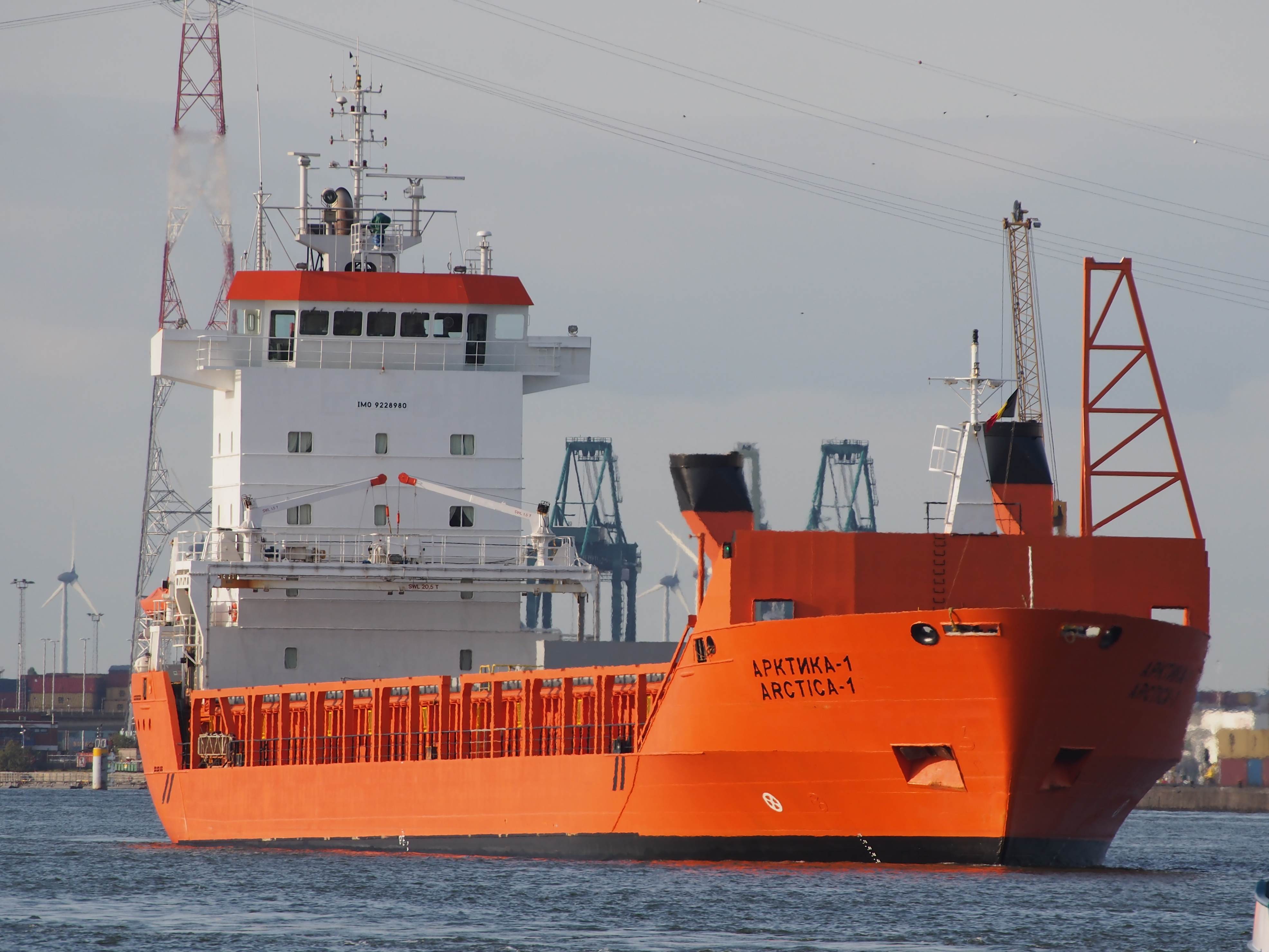
Die ehemalige Maineborg bereits mit Kranpodesten, aber noch ohne Krane.

Der Schiffstyp wurde von Conoship International in Groningen in Zusammenarbeit mit der Reederei Wagenborg Shipping entworfen. Die Schiffe wurden größtenteils auf der niederländischen Werft Scheepswerf Bijlsma Lemmer, ein Schiff wurde auf der Werft Frisian Shipyard Welgelegen in Harlingen gebaut. Die Markborg als Typschiff der Serie war das erste nach dem Umzug der Werft nach Lemmer gebaute Schiff.
Betreiber der Schiffe ist Wagenborg Shipping. Die Schiffe bilden hier die M-Klasse. Wagenborg setzt die Schiffe unter anderem in der europäischen Trampfahrt ein. Einige der Schiffe wurden ab 2012 verkauft. Vier Schiffe gingen an die Sakhalin Shipping Company (SASCO) in Cholmsk und bilden hier den BT9000-Typ. SASCO setzt die Schiffe in verschiedenen Liniendiensten ab Wladiwostok ein. Zwei weitere Schiffe gingen an Reskom-Tyumen in Tjumen, die die Schiffe unter anderem für den Transport von Maschinen und Ausrüstungen im Rahmen von Industrieprojekten im Nordosten Russlands einsetzt.

## Beschreibung
Die Schiffe werden von einem von Stork gebauten Viertakt-Achtzylinder-Dieselmotor des Herstellers Wärtsilä (Typ: 8L38) mit 5280 kW Leistung angetrieben. Der Motor wirkt über ein Untersetzungsgetriebe auf einen Verstellpropeller. Für die Stromerzeugung steht ein Wellengenerator mit 940 kVA Scheinleistung sowie zwei von Caterpillar-Dieselmotoren angetriebene Generatoren mit jeweils 438 kVA Scheinleistung zur Verfügung. Weiterhin wurde ein von einem Caterpillar-Dieselmotor angetriebener Notgenerator mit 132 kVA Scheinleistung verbaut. Die Schiffe sind mit einem von einem Elektromotor mit 650 kW Leistung angetriebenen Bugstrahlruder ausgerüstet.
Die Schiffe verfügen über zwei Laderäume. Laderaum 1 ist 39,20 m lang und 13,50 m breit, Laderaum 2 ist 52,50 m lang und 13,50 m breit. Die Räume sind 10,86 m hoch. Sie sind größtenteils boxenförmig, lediglich im vorderen Bereich von Raum 1 bzw. hinteren Bereich von Raum 2 verjüngen sie sich etwas. Die Kapazität der Laderäume beträgt 13.059 m³. Davon entfallen 5.451 m³ auf Laderaum 1 und 7.608 m³ auf Laderaum 2. Die Laderäume sind mit sechs bzw. acht Stapellukendeckeln verschlossen. Die Lukendeckel können mithilfe eines Lukenwagens bewegt werden.
Die Schiffe sind für den Transport von Containern vorbereitet. In den Räumen können Cellguides aufgestellt werden. Die Containerkapazität beträgt 604 TEU, davon 264 TEU in den Räumen und 340 TEU an Deck. In Raum 1 können 108 TEU geladen werden, sechs 20-Fuß-Container hintereinander, bis zu fünf Container nebeneinander und vier Container übereinander. In Raum 2 können 156 TEU geladen werden, acht 20-Fuß-Container hintereinander, bis zu fünf Container nebeneinander und vier Container übereinander. 108 TEU finden auf den Lukendeckeln des Raums 1 Platz, sechs 20-Fuß-Container hintereinander, sechs Container nebeneinander und drei Container übereinander. Auf den Lukendeckeln von Raum 2 können 192 TEU geladen werden, acht 20-Fuß-Container hintereinander, sechs Container nebeneinander und vier Container übereinander. Weitere 40 TEU können vor bzw. hinter den Laderäumen an Deck gestellt werden. Für Kühlcontainer stehen 60 Anschlüsse zur Verfügung.
Die Schiffe sind zur Unterteilung der Laderäume mit zwei aus zwei Teilen bestehenden Schotten ausgerüstet, die in Laderaum 1 an zwei Positionen bzw. in Laderaum 2 an drei Positionen aufgestellt werden können. Die Schotten können auch als Zwischendeck genutzt werden. Sie können mithilfe des Lukenwagens bewegt werden.
Die Tankdecke kann mit 20 t/m² belastet werden. Das maximale Gewicht eines Containerstapels darf 100 t bei 20-Fuß- bzw. 120 t bei 40-Fuß-Containern betragen. Die Lukendeckel können mit 1,75 t/m² belastet werden. Das maximale Gewicht eines Containerstapels darf hier 26 t bei 20-Fuß- bzw. 48 t bei 40-Fuß-Containern betragen.
Die Decksaufbauten befinden sich weit achtern. An Bord ist Platz für elf Besatzungsmitglieder.
Der Rumpf der Schiffe ist eisverstärkt (Eisklasse 1A bzw. 1A Super bei den als Maineborg bzw. Metsäborg gebauten Schiffen).

## Schiffe
| Bijlsma Trader 9000                                                       | Bijlsma Trader 9000               | Bijlsma Trader 9000 | Bijlsma Trader 9000                                  | Bijlsma Trader 9000                                                                |
| Bauname                                                                   | Bauwerft / Baunummer              | IMO-Nummer          | Kiellegung Stapellauf Ablieferung                    | Umbenennungen und Verbleib                                                         |
| ------------------------------------------------------------------------- | --------------------------------- | ------------------- | ---------------------------------------------------- | ---------------------------------------------------------------------------------- |
| Arion                                                                     | Scheepswerf Bijlsma Lemmer / 672  | 9142514             | 5. November 1996 28. März 1997 28. Mai 1997          | 2003: Medemborg                                                                    |
| Markborg                                                                  | Scheepswerf Bijlsma Lemmer / 677  | 9142540             | 1. November 1996 9. Januar 1997                      | 2002: MSC Suomi, 2004: Markborg, 2014: Bozok, 2021: Dona Ble                       |
| Merweborg                                                                 | Scheepswerf Bijlsma Lemmer / 678  | 9142552             | 29. März 1997 21. August 1997 9. Oktober 1997        | 2000: MSC Bothnia, 2002: Merweborg                                                 |
| Marneborg                                                                 | Scheepswerf Bijlsma Lemmer / 679  | 9142564             | 11. Februar 1998                                     | 2004: Normed Istanbul, 2005: Marneborg, 2012: Arne, 2021: Manisa Belen, 2023: Arne |
| Egbert Wagenborg                                                          | Scheepswerf Bijlsma Lemmer / 680  | 9142588             | 15. Dezember 1997 16. April 1998 10. Juni 1998       | 2002: MSC Bothnia, 2003: Egbert Wagenborg, 2012: Kunashir                          |
| Munteborg                                                                 | Scheepswerf Bijlsma Lemmer / 682  | 9179385             | August 1998 16. Oktober 1998                         | 2000: MSC Baltic, 2004: Munteborg, 2012: Simushir                                  |
| Moezelborg                                                                | Scheepswerf Bijlsma Lemmer / 683  | 9180839             | 26. Juni 1998 26. November 1998 21. Januar 1999      |                                                                                    |
| Morraborg                                                                 | Scheepswerf Bijlsma Lemmer / 684  | 9190274             | 1. Mai 1998 März 1999 6. Mai 1999                    | 2013: Shantar, 2025: Oxin                                                          |
| Michiganborg                                                              | Scheepswerf Bijlsma Lemmer / 685  | 9190286             | 11. Juni 1998 1999 3. September 1999                 | 2012: Paramushir, 2025: Aquilon                                                    |
| Mississippiborg                                                           | Frisian Shipyard Welgelegen / 515 | 9207508             | 30. November 1999 7. Januar 2000                     | 2001: MSC Poland, 2009: Mississippiborg                                            |
| Missouriborg                                                              | Scheepswerf Bijlsma Lemmer / 689  | 9228978             | 15. Dezember 1999 10. Oktober 2000 30. November 2000 |                                                                                    |
| Maineborg                                                                 | Scheepswerf Bijlsma Lemmer / 692  | 9228980             | 15. Dezember 1999 1. Februar 2001 22. März 2001      | 2014: mit zwei Kranen ausgerüstet, Arctica-1                                       |
| Metsäborg                                                                 | Scheepswerf Bijlsma Lemmer / 693  | 9243801             | 15. Dezember 1999 6. Dezember 2001 8. Februar 2002   | 2015: mit zwei Kranen ausgerüstet, Arctica-2                                       |
| Daten: Stichting Maritiem-Historische Databank / BV Fleet, Bureau Veritas |                                   |                     |                                                      |                                                                                    |

Die von Wagenborg Shipping betriebenen Schiffe fahren unter der Flagge der Niederlande, Heimathafen ist Delfzijl.